# Xã Kingsley, Quận Griggs, Bắc Dakota
Xã Kingsley (tiếng Anh: Kingsley Township) là một xã thuộc quận Griggs, tiểu bang Bắc Dakota, Hoa Kỳ. Năm 2010, dân số của xã này là 50 người.